# Emmaste-Selja
Emmaste-Selja is een plaats in de Estlandse gemeente Hiiumaa, provincie Hiiumaa. De plaats heeft de status van dorp (Estisch: küla).
Tot in oktober 2017 behoorde Emmaste-Selja tot de gemeente Emmaste en heette de plaats Selja. In de maand ging Emmaste op in de fusiegemeente Hiiumaa. Daarin lag nog een tweede plaats met de naam Selja. Die mocht zo blijven heten; dit Selja werd herdoopt in Emmaste-Selja. Hetzelfde gebeurde met het buurdorp Kurisu, dat sinds oktober 2017 Emmaste-Kurisu heet.

## Bevolking
Het aantal inwoners is al jaren heel laag, zoals blijkt uit het volgende staatje:
| Jaar            | 2000 | 2011 | 2017 | 2018 | 2020 | 2021 |
| --------------- | ---- | ---- | ---- | ---- | ---- | ---- |
| Aantal inwoners | 2    | 3    | 4    | < 4  | < 4  | < 4  |

## Ligging
De Tugimaantee 84, de secundaire weg van Emmaste naar Luidja, komt door Emmaste-Selja.

## Geschiedenis
(Emmaste-)Selja werd voor het eerst vermeld in 1782 onder de naam Sellja Pent, een boerderij op het landgoed van Großenhof (Suuremõisa). Vanaf 1796 lag ze op het landgoed van Emmast (Emmaste). In 1798 was ze onder de naam Selja een dorp geworden.
Tussen 1977 en 1997 maakte het dorp deel uit van het buurdorp Sinima.